# 아라키촌 (사이타마현)
아라키촌(荒木村)은 사이타마현의 북부, 기타사이타마군에 속했던 촌이다. 현재의 교다시에 해당한다.

## 역사
- 1879년 - 기타사이타마군에 소속되었다.
- 1889년 4월 1일 - 정촌제 시행에 의해 기타사이타마군 아라키촌이 성립하였다.
- 1921년 4월 1일 - 부슈아라키역이 개통되었다.
- 1954년 3월 31일 - 스카촌, 기타가와라촌과 함께 교다시에 편입해 소멸하였다.

## 참고문헌
- 「角川日本地名大辞典」編纂委員会『角川日本地名大辞典 11 埼玉県』角川書店、1980年7月8日。ISBN 4040011104。